# St Mary’s Church (Scarborough)

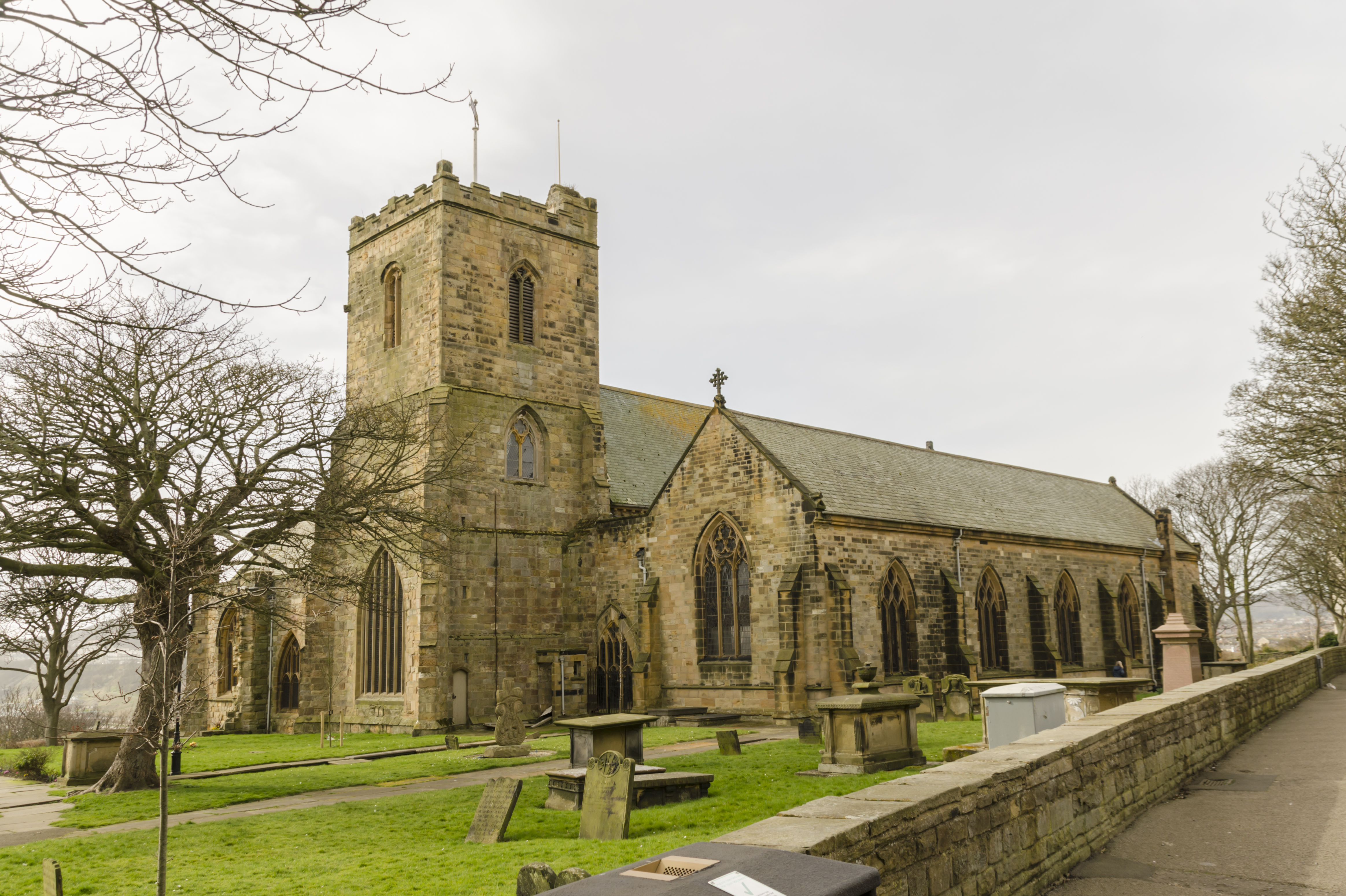
St Mary’s Church, Scarborough, Ansicht von Nordosten

Die St Mary’s Church ist eine Kirche der Church of England in Scarborough in der Grafschaft North Yorkshire in England, die zur Diözese York gehört. Sie wurde im 12. Jahrhundert gebaut und um 1450 maßgeblich erweitert. Während des Englischen Bürgerkrieges wurden weite Teile der Kirche  zerstört, so dass heute nur noch ungefähr 50 % des ursprünglichen Gebäudes erhalten sind. Im Kirchhof befindet sich das Grab der Schriftstellerin Anne Brontë. Die St Mary’s Church ist als Grade-I-, die Treppe und die Friedhofsmauer als Grade-II-Building gelistet. Außerdem gelten die teils noch sichtbaren Ruinen und die unterirdischen Überreste des ursprünglichen Gebäudes wegen seiner Bedeutung als eine große Kirche in einer wichtigen Stadt des Mittelalters als „Scheduled Monument“.

## Lage
Die St-Mary’s-Kirche steht auf einer Anhöhe an der Castle Road 1 auf einer Landzunge zwischen der North Bay und der South Bay Scarboroughs nur 300 Meter entfernt vom Scarborough Castle. Der historische Stadtkern hatte sich weiter südlich um den Fischereihafen entwickelt, so dass weitläufiges Gelände um die Kirche bis 1725 unbebaut blieb und sie lange isoliert stand. Ein teilweise als Treppe gestalteter Weg führt vom Hafen hinauf zur St-Mary’s-Kirche.

## Geschichte

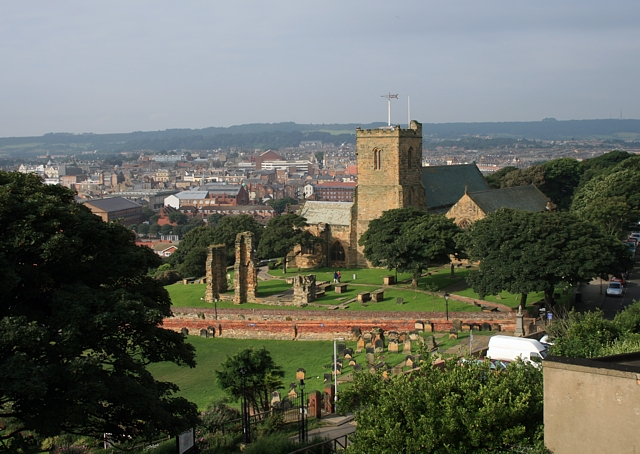
Blick auf St Mary. In der Mitte die Überreste des im Englischen Bürgerkrieg zerstörten Chores und eines Teiles des nördlichen Querschiffes

Die St Mary’s Church wurde erstmals 1150 erwähnt. 1189 sprach König Richard I. die Einnahmen der Kirche dem Zisterzienserkloster Citeaux zu. Die Verbindung zu Cieteaux dauerte mehr als 200 Jahre an, bis 1405 Heinrich IV. die Kirche unter die Verantwortung der Bridlington Priory setzte. 
Ab Ende des 12. Jahrhunderts wurde die ursprünglich einschiffige Kirche durch den Bau eines nördlichen und eines südlichen Seitenschiffes sowie zweier Türme am westlichen und eines Turmes am östlichen Ende erheblich erweitert. Aufgrund der Auseinandersetzung zwischen König Johann und dem Papst um die Nachfolge Hubert Walters, des Erzbischofs von Canterbury und damit des geistlichen Oberhauptes der Kirche von England, zogen sich diese Bauarbeiten bis ins Jahr 1225 (das vom Papst auferlegte Interdikt hatte unter anderem sämtliche Arbeiten an Kirchengebäuden verboten). Durch die Erweiterung um zwei Querhäuser im 15. Jahrhundert wurde dieser östliche Turm der zentrale Kirchturm (Vierungsturm); 1450 wurde auch das große „St Nicholas“ genannte nördliche Seitenschiff hinzugefügt und fünf Kapellen an das südliche Seitenschiff angebaut. Im 15. Jahrhundert wurde dann der Altarraum insofern umgebaut, als dass das Gebäude an seinem östlichen Ende um 26 Meter durch einen im Perpendicular Style errichteten Chor erweitert wurde.
Während des Englischen Bürgerkrieges belagerten die Parlamentarier im Jahr 1645 das nur 300 Meter entfernte Schloss, in dem die Royalisten saßen. Sie besetzten die St Mary’s Church und postierten Kanonen im herausgeschlagenen Ostfenster des Chores. Durch die drei Tage anhaltenden Kampfhandlungen wurde die Kirche stark beschädigt und das nördliche Seitenschiff, das St-Nicholas-Schiff, und der Chor wurden dabei zerstört. Bei dem Wiederaufbau 1669 des nördlichen Seitenschiffes hat man die Wände versetzt, so dass die ursprünglichen Begrenzungen des nördlichen Querschiffes und des großen Altarraumes als Ruinen außerhalb der Kirche auf dem Friedhof zu sehen sind.
Im Rahmen dieser Kampfhandlungen wurden außerdem alle Bleiglasfenster zerstört; die heutigen Fenster sind Replika aus dem 19. und 20. Jahrhundert. Der Turm erlitt in seinem oberen Teil Schaden und stürzte dadurch 1659 ein. Er wurde später wieder aufgebaut und wurde wegen der Zerstörung des Chores und des nördlichen Querschiffes zum Ostturm.
Weitere Schäden erlitt die Kirche während des Zweiten Weltkrieges.
Bei Ausgrabungen innerhalb der Kirche im Jahr 1970 fand man unter dem Fußboden Wände, Pfeiler und weitere Überreste des mittelalterlichen Gebäudes. Es wurden außerdem Überreste von sechs Skeletten gefunden.

## Beschreibung

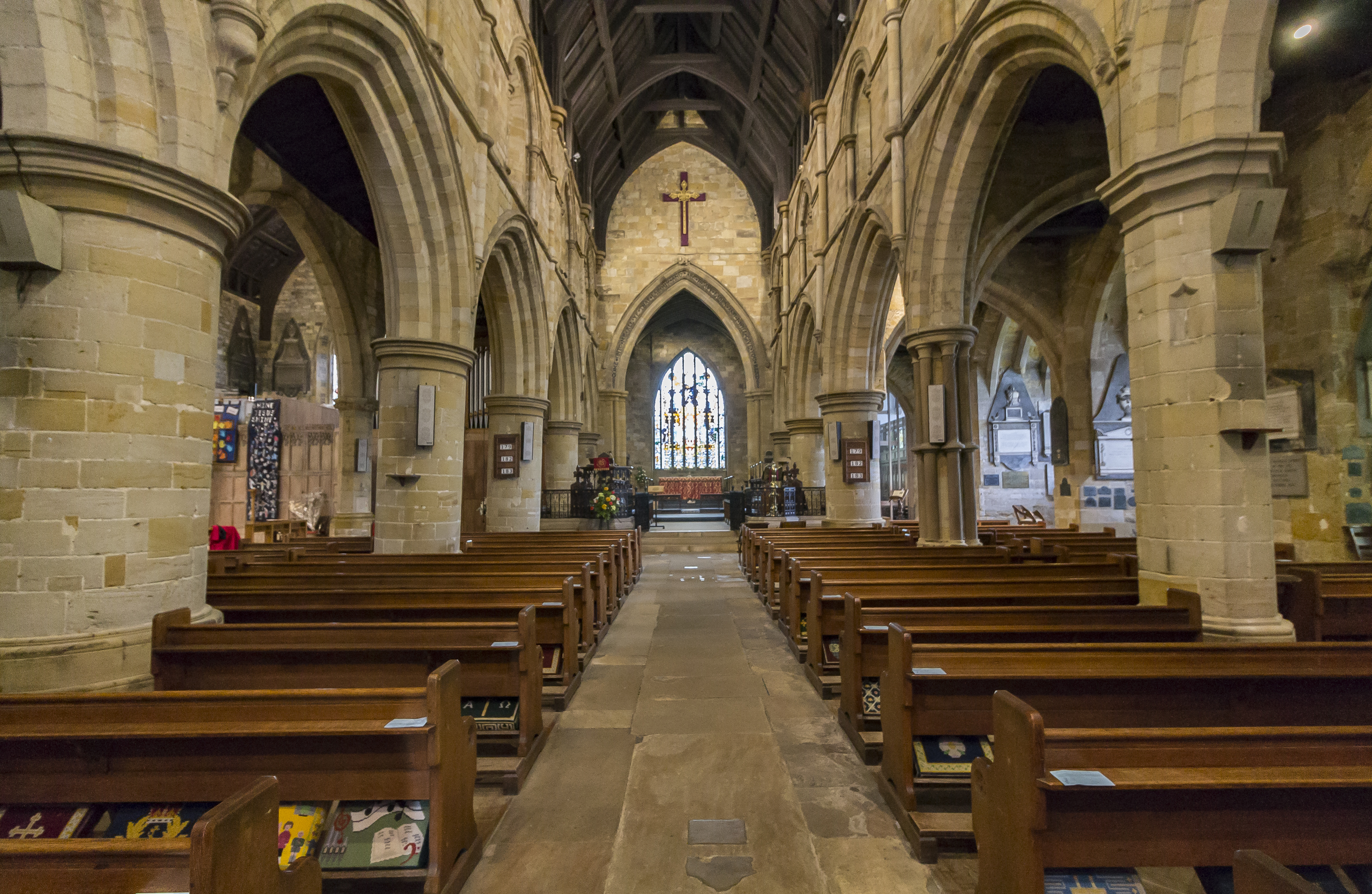

Im Süden des weiträumigen Kirchengeländes befinden sich Gartenanlagen, so dass das Gebäude auch heute noch weitestgehend isoliert steht. Das Plateau, auf dem die Kirche steht, ist von einer Friedhofsmauer (wahrscheinlich 15. Jhd.) umgeben. Treppen und Mauer stehen seit 1953 unter Denkmalschutz.
Auf dem Friedhof befinden sich Gräber aus dem 18. und 19. Jahrhundert, unter anderen das Grab der Schriftstellerin Anne Brontë, die sich zu einem Kuraufenthalt in Scarborough aufhielt, als sie 1849 starb. Der Grabstein nannte ihr Alter mit 28 Jahren, was 2013 auf das korrekte Alter (29 Jahre) korrigiert wurde. Die Korrektur befindet sich auf einer Gedenkplatte, die neben dem originalen Grabstein steht. Seit 1858 gibt es keine neuen Bestattungen auf dem Friedhof.